# Sainte-Catherine-lès-Arras
Sainte-Catherine-lès-Arras település Franciaországban, Pas-de-Calais megyében. Lakosainak száma 3533 fő (2022. január 1.). Sainte-Catherine-lès-Arras Écurie, Anzin-Saint-Aubin, Arras, Neuville-Saint-Vaast, Roclincourt és Saint-Nicolas községekkel határos.

## Népesség
A település népessége az elmúlt években az alábbi módon változott:
| Lakosok száma | 3383 | 3486 | 3554 | 3511 | 3503 | 3562 | 3653 | 3594 | 3533 |
|               | 2013 | 2015 | 2016 | 2017 | 2018 | 2019 | 2020 | 2021 | 2022 |